# San Esteban de Gormaz
San Esteban de Gormaz è un comune spagnolo di 3 301 abitanti situato in provincia di Soria, nella comunità autonoma di Castiglia e León
Si trova su una collina alla sinistra del fiume Duero all'altitudine di 854 metri s.l.m., a 70 km dal capoluogo provinciale.
Il comune è formato da ben 19 borghi, ma più della metà della popolazione è concentrata nel capoluogo. 

## Storia
I resti archeologici trovati nella zona, in particolare nella Cueva de Las salinas, grotta con graffiti rupestri, testimoniano la presenza umana nel periodo neolitico. 
Abitata da popoli celtiberi cadde sotto il dominio romano a partire dal II secolo a.C. e in seguito fu parte della Spagna visigota. 
Col successivo periodo di dominazione musulmana crebbe l'importanza del territorio della valle del Duero, che fu la linea di confine fra i regni arabi e quelli cristiani: sulle colline della valle vennero costruiti luoghi fortificati. San Esteban fu anch'esso dotato di una fortezza quando la località fu conquistata nell'883 dal re delle Asturie e di LeónAlfonso III. 
Nel 912 la collina fu popolata da Gonzalo Fernández, conte di Castiglia e da allora fu centro di scontri fra musulmani e cristiani. passando più volte dalle mani degli uni a quelle degli altri. Attaccata da Abd al-Rahman III nel 917 e nel 920, fu musulmana fino al 955 quando Ferdinando Gonzales la riconquistò, ma la perse ad opera di Alhaquem II nel 963. Ripresa da García Fernández conte di Castiglia, fu di nuovo persa. Soltanto nel 1011 con un accordo fra Soleyman e Sancho Garcia, che aveva aiutato Soleyman nella lotta contro il califfato di Cordova, passò definitivamente ai cristiani.
Nel X secolo entrò a far parte della Hermandad de las Tres Casas, federazione dei tre comuni di San Esteban, di Osma e di Gormaz, che restò in vita fino al 1837. 
Nel 1187 il re di Castiglia Alfonso VIII tenne qui la più antica riunione del parlamento (cortes) di Castiglia. 
Quando nel 1212, con la battaglia di Las Navas de Tolosa e la conquista del califfato di Cordova da parte dei cristiani, si concluse la Reconquista, il centro di San Esteban perse l'importanza strategico-militare che aveva avuto in precedenza e subì un calo demografico per epidemie e carestie.
Nel XX secolo ebbe un nuovo sviluppo grazie alla nascita di alcune industrie e alla modernizzazione dell'attività agricola.

## Monumenti e luoghi d'interesse

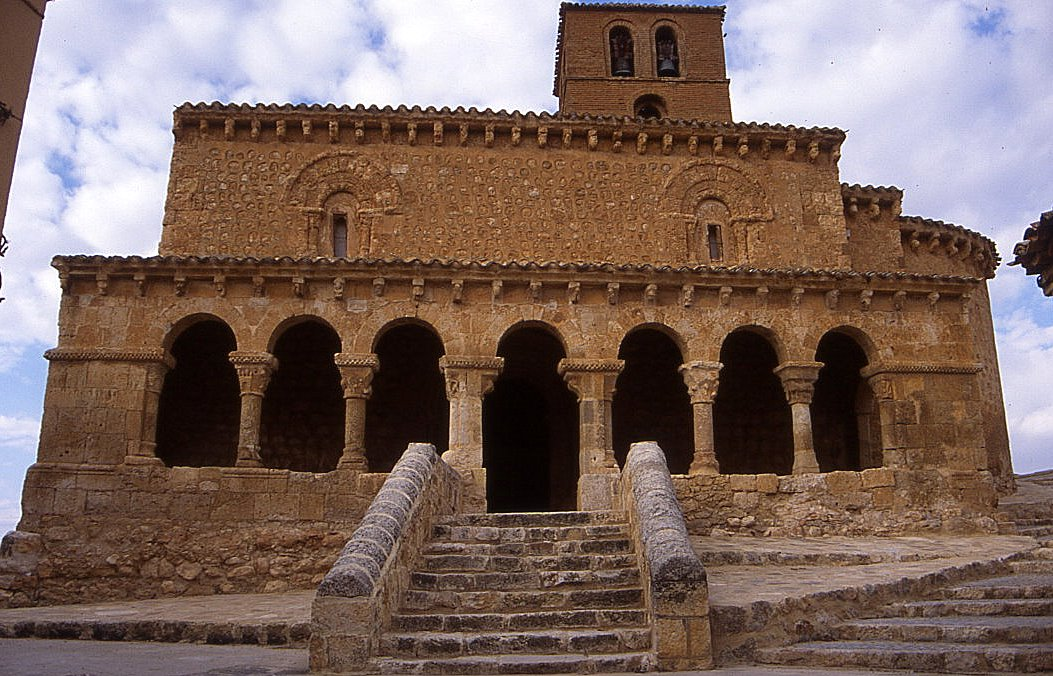
Chiesa romanica di San Michele

- Arco de la Villa: porta della città, ornata da uno scudo con le armi di Diego López Pacheco y Portocarrero detto El Grande che fu conte di San Esteban dal 1501 al 1529.[1]
- Ponte medievale, tuttora utilizzato, costruito sulle fondazioni di un antico ponte romano, restaurato nel 1526 e modificato nel 1717, fu per diversi secoli l'unico ponte sul Duero della zona.
- Cuartel Viejo: utilizzato come caserma dalla Guardia Civil nel XX secolo fu trasformato poi in carcere. Sulla sua facciata ci sono alcune lapidi romane riutilizzate e una pietra decorata di origine visigotica.
- Municipio: costruito nel 1990 a imitazione del precedente edificio del 1629, fu inaugurato dalla duchessa d'Alba, contessa di San Esteban nel 1996.
- Fortaleza: resti della cittadella fortificata di origine araba e ricostruita dai castigliani.
- Chiesa di San Michele, dell'XI secolo, in stile romanico.
- Chiesa di Nostra Signora del Rivero, del XII secolo, in stile romanico.

## Feste
Oltre alle celebrazioni della Settimana Santa con le processioni delle varie confraternite, comuni a tutte le città spagnole, le più celebri delle quali si svolgono a Siviglia, le feste più importanti sono quelle in onore della Virgen del Rivero dal 7 all'11 settembre, mezzo sacre e mezzo profane.

## Economia
L'economia si basa prevalentemente sull'agricoltura, con coltivazioni di cereali, girasole, vite e lino, e sull'allevamento del bestiame, principalmente ovino. 
Recentemente sono nate alcune attività industriali che completano l'agricoltura con l'artigianato del mobile e la produzione di vino a denominazione di origine controllata e protetta (Ribera del Duero).